# Common Gateway Interface
CGI (от англ. Common Gateway Interface — «Общий интерфейс шлюза») — спецификация интерфейса, используемого внешней программой для связи с веб-сервером.
Последний вариант описан в RFC 3875.
Шлюзом тут является веб-сервер, который получает запрос от клиента, преобразует в CGI-форму, вызывает обработчик и конвертирует его ответ из CGI-формы в форму HTTP-ответа клиенту.
По сути позволяет использовать консоль ввода и вывода для взаимодействия с клиентом.
Сам интерфейс разработан таким образом, чтобы можно было использовать любой язык программирования, который может работать со стандартными устройствами ввода-вывода. Такими возможностями обладают даже скрипты для встроенных командных интерпретаторов операционных систем, поэтому в простых случаях могут использоваться даже командные скрипты.
Все скрипты, как правило, помещают в каталог cgi (или cgi-bin) сервера, но это не обязательно: скрипт может располагаться где угодно, но при этом большинство веб-серверов требует специальной настройки. В веб-сервере Apache, например, такая настройка может производиться при помощи общего файла настроек httpd.conf или с помощью файла .htaccess в том каталоге, где содержится этот скрипт.
CGI ранее был одним из наиболее распространённых средств создания динамических сайтов.

## Пример
Пример скрипта Hello World на языке Python:
```
#!/usr/bin/python

print
(
"Content-Type: text/plain
\n\n
Hello, world!"
)

```

Пример исходного кода программы на языке Pascal:
```
Program
 
first
;

Begin

  
Writeln
(
'Content-Type: text/plain'
)
;

  
Writeln
;

  
Writeln
(
'Hello, world!'
)
;

End
.

```

Пример программы Hello World на языке C:
```
#include
 
<stdio.h>

int
 
main
(
void
)
 
{

  
printf
(
"Content-Type: text/plain;charset=us-ascii
\n\n
"
);

  
printf
(
"Hello, world!
\n\n
"
);

  
return
 
0
;

}

```